# Gyula Maár
Dans le nom hongrois Maár Gyula, le nom de famille précède le prénom, mais cet article utilise l’ordre habituel en français Gyula Maár, où le prénom précède le nom.
Gyula Maár ([maːɾ]) est un scénariste et réalisateur hongrois né le 2 août 1934 à Budapest, mort dans cette ville le 20 décembre 2013.

## Biographie
Formé à l'École supérieure d'art dramatique et cinématographique (Színház- és Filmművészeti Főiskola) de Budapest, dont il sort diplômé en 1968, il devient assistant de Zoltán Fábri et de Károly Makk. Son premier long métrage de fiction, Le Pressoir (1971), L'histoire se passe dans un château. Des jeunes recrues sont sélectionnées pour une instruction étrange. Bálint (le Commandant) doit choisir le candidat idéal pour la Grande Action. Toutefois l'élu, le Garçon choisi doit passer une dernière épreuve : subir un interrogatoire musclé et ne pas craquer. Il ne cédera pas sous la torture. Mais à partir de ce moment il devient apathique et même Teréz (le bras droit du commandant) n'arrive pas à le sortir de sa léthargie. Teréz signale à Bálint que le Garçon n'accomplira pas la Mission. Le commandant ordonne à Teréz de tuer le Garçon. Teréz exécute l'ordre, perd pendant un instant son self-control. Elle revoit Bálint, se dit prête pour d'autres actions, ayant réussi à maîtriser ses sentiments. Bálint tue Teréz... L'instruction des jeunes gens continue. L'actrice Mari Törőcsik, qui est devenue son épouse, y incarne le rôle principal. Quelques années plus tard, celle-ci obtient, par ailleurs, avec Où êtes-vous madame Déry ?, en 1976, le Prix d'interprétation féminine au Festival de Cannes. Gyula Maár tournera avec sa femme trois autres films. En 1996, il consacre un documentaire à sa vie de comédienne, Mari Törőcsik.
Il reçoit le prix Kossuth en 2010.

## Filmographie partielle
- 1971 : Le Pressoir (Prés)
- 1974 : La Fin du chemin (Végül)
- 1975 : Où êtes-vous madame Déry ? (Déryné, hol van?)
- 1976 : A lőcsei fehér asszony (téléfilm)
- 1977 : Tergiversations (Teketória)
- 1983 : Felhőjáték
- 1985 : Les Deux Cents Premières Années de ma vie (Első kétszáz évem)
- 1986 : Scuderi Kisasszony (téléfilm)
- 1987 : Moulin aux enfers (Malom a pokolban)
- 1993 : Hop-la (Hoppá, (en) Whoops)
- 1994 : Balkan, Balkan (Balkán! Balkán!, (ro) Chira Chiralina)
- 1996 : Mari Törőcsik, documentaire consacré à l'actrice.
- 2001 : Ennyiből ennyi
- 2007 : Töredék